# Марі Жакобер
Марі Жакобер (27 серпня 1941 — 26 березня 2017) — канадійська письменниця.
Живучи в Калгарі, Альберта, Якобер писала історичну фантастику та фентезі. У 1985 році роман «Сандініста: роман про Нікарагуа» (1985) отримав романну премію Гільдії письменників Альберти. У 2002 році вона отримала премію Майкла Шаари за кращі досягнення в художній літературі про громадянську війну за роман «Називай нас лише вірними» (2002). Її другий роман про громадянську війну, «Сини свободи», отримав нагороду Жоржа Буньє за роман на Альбертській книжковій премії в 2006 році.